# Wizz Air
Wizz Air Hungary Zrt. je maďarská nízkonákladová letecká společnost. Byla založena v roce 2003 a je významným evropským dopravcem s mnoha základnami napříč střední a východní Evropou a na letišti Londýn-Luton. Jedná se o největší leteckou společnost Maďarska, přestože není národní. Generálním ředitelem je József Váradi, který šéfoval také zaniklé státní společnosti Malév. Od roku 2023 má letecká společnost největší základny na mezinárodním letišti Henri Coandă v Bukurešti, na mezinárodním letišti Ference Liszta v Budapešti a na letišti Luton v Londýně a létá na 194 letišť.
V roce 2016 Wizz Air přepravil 23 milionů pasažérů, což představovalo nárůst 19 % oproti předchozímu roku.

## Služby a destinace

Destinace Wizz Air

Wizz Air, podobně jako další nízkonákladové letecké společnosti, využívá především menší, sekundární letiště s nejnižšími poplatky, které tak snižují náklady společnosti a ta může nabízet levné letenky svým zákazníkům. V roce 2015 pokrývala nabídka letů společnosti Wizz Air více než 390 pravidelných linek. Nabídka spojení nezahrnuje jen evropské destinace, ale i destinace na asijském kontinentu a například populární dovolenkové destinace ve středomoří.
V prosinci roku 2012 zahájil Wizz Air první mimoevropskou linku mezi letišti Budapešť-Ference Liszta a izraelským Ben Gurionovým mezinárodním letištěm v Tel Avivu, v roce 2013 následovalo spojení do Ázerbájdžánu na letiště Baku, dále do Istanbulu na letiště Sabiha Gökçen a spojení do Dubaje na nově otevřené mezinárodní letiště Al-Maktúma, kde spolu se saúdskými aeroliniemi Nas Air Wizz Air zahájil pravidelný provoz. Společnost Wizz Air téhož roku zahájila pravidelný provoz na lince mezi Budapeští a Moskvou na letiště Vnukovo.

### Česko

#### Praha
Letiště Václava Havla Praha se stalo jedenáctou základnou společnosti Wizz Air v roce 2009. Již první rok Wizz Air z Prahy létal do 6 destinací: Londýn–Luton, Řím–Ciampino, Bergamo, Brusel, Beauvais a Eindhoven. V lednu 2018 oznámil, že od 14. června 2018 základnu v Praze uzavírá a ruší také linky do Trevisa, Ejlatu a další. Naopak v červenci 2020 přidal Wizz Air lety z Prahy do Bukurešti, Tirany, Varny a Larnaky.[zdroj?]
V roce 2023 Wizz Air létal do těchto destinací:[zdroj?]
- Benátky, Itálie
- Bukurešť, Rumunsko
- Jerevan, Arménie
- Katánie, Itálie
- Kutaisi, Gruzie
- Miláno , Itálie
- Larnaka, Kypr
- Londýn - letiště Gatwick, Spojené království
- Londýn - letiště Luton, Spojené království
- Neapol , Itálie
- Řím - letiště Fiumicino, Itálie
- Tirana, Albánie
- Varna, Bulharsko
- Kišiněv, Moldavsko - Linka pozastavena kvůli bezpečnostní situaci na Ukrajině.

#### Pardubice
Společnost Wizz Air počátkem roku 2020 podala žádost o udělení přepravních práv na linku Pardubice – Kyjev a následně požádala i o linku do Lvova. Zahájení linek proběhlo 1. a 3. září 2020, a to v rozsahu 3 týdenních frekvencích na obou linkách.
V roce 2022 Wizz Air pravidelně z Pardubic létal do následujících destinací na Ukrajině, ovšem kvůli probíhající válce většinu leteckých spojení přerušil:
- Charkov
- Kyjev–Žuljany
- Kyjev–Boryspil
- Lvov
- Oděsa

#### Brno
Dopravce v minulosti létal také na české letiště Brno–Tuřany, odkud provozoval třikrát týdně pravidelné spojení do Londýna Lutonu (2010 až leden 2018), dvakrát týdně do Eindhovenu (prosinec 2011 až říjen 2017) a do Říma-Fiumicina (březen 2011 až říjen 2012).

## Služby
Wizz Air na palubě svých letadel nabízí občerstvení (Wizz Café servis) za poplatek a doplňkový prodej (Wizz Boutique) parfémů, kosmetických doplňků, šperků, hraček a na vybraných letech prodej jízdenek na přepravu mezi letištěm a městem. Na všech letech lze platit v EUR, na linkách z Prahy v CZK a na linkách směřujících do Velké Británie v GBP, dále je akceptována většina platebních karet MasterCard a Visa.[zdroj?]

## Historie

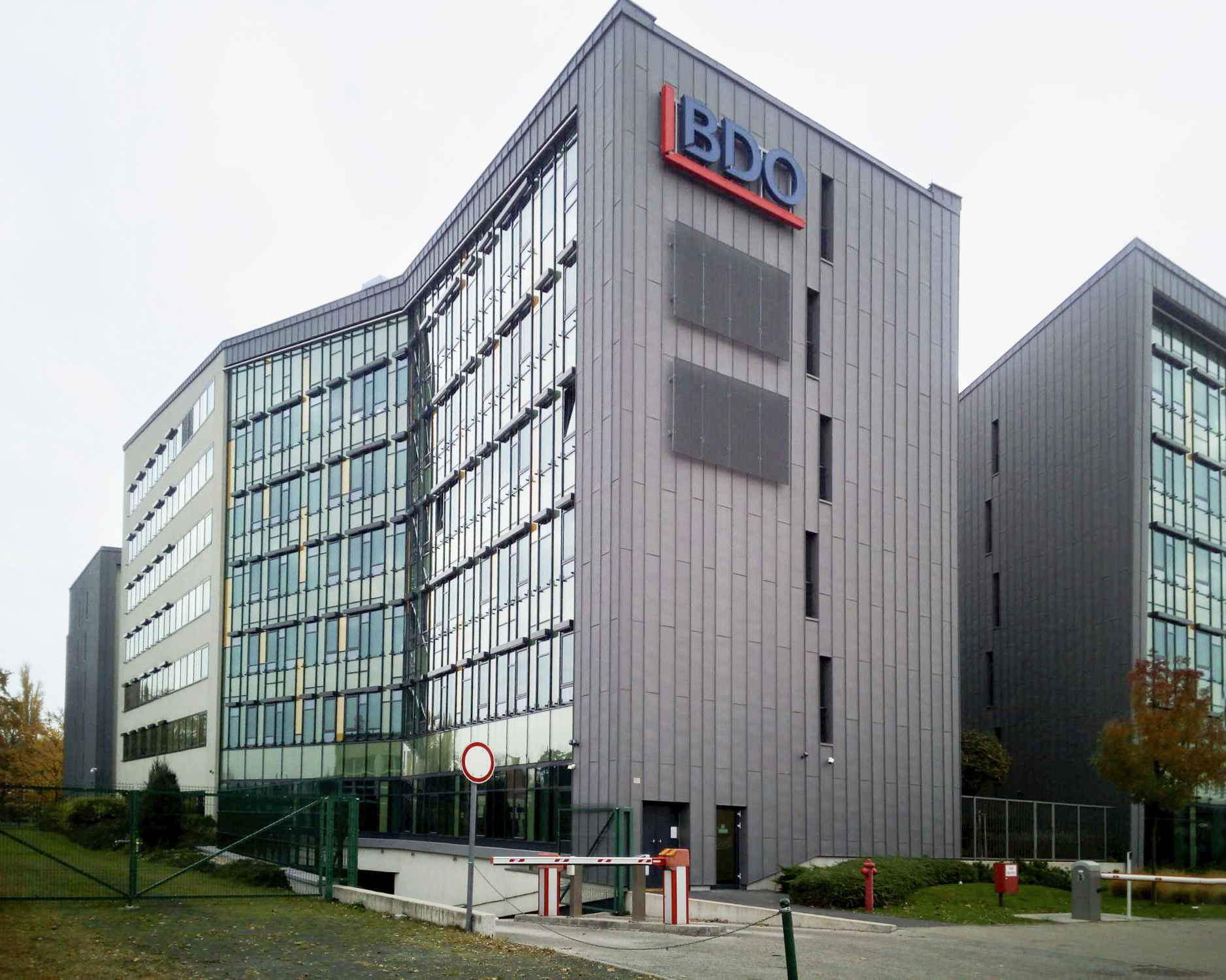
Laurus Offices Building B, sídlo společnosti Wizz Air v Budapešti

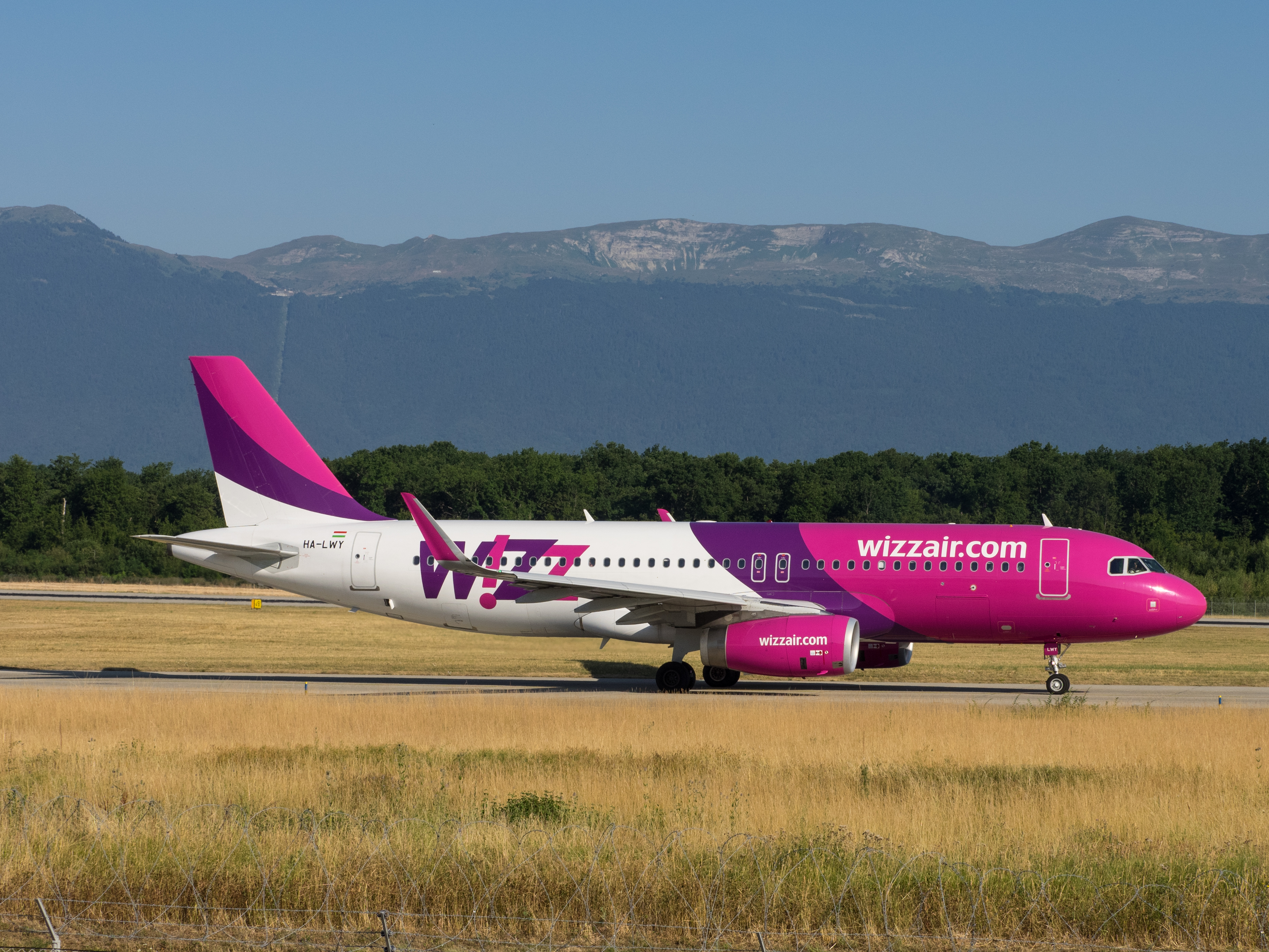
Pojíždějící Airbus A320-200 Wizz Airu, ve starém zbarvení

Společnost byla založena v září 2003, hlavním investorem byla americká soukromá firma Indigo Partners specializující se na investice v dopravním průmyslu.[zdroj?]

### Finanční problémy
Management dlouhá léta prohlašoval, že Wizz Air je v zisku a využíval to jako jeden z prioritních argumentů proti jiným společnostem, které se dostaly do ztráty (např. SkyEurope Airlines). Koncem roku 2009 však unikly finanční výsledky společnosti, které dokazovaly to, že společnost o své finanční situaci lhala. Podobně jako již zkrachovalá SkyEurope Airlines, ani jednou od svého vzniku nebyla v zisku. Někteří analytici proto nedávali Wizz Airu velké šance na úspěch, jiní dokonce předpokládali, že Wizz Air bude v blízké době další evropskou společností, která zkolabuje.

## Flotila

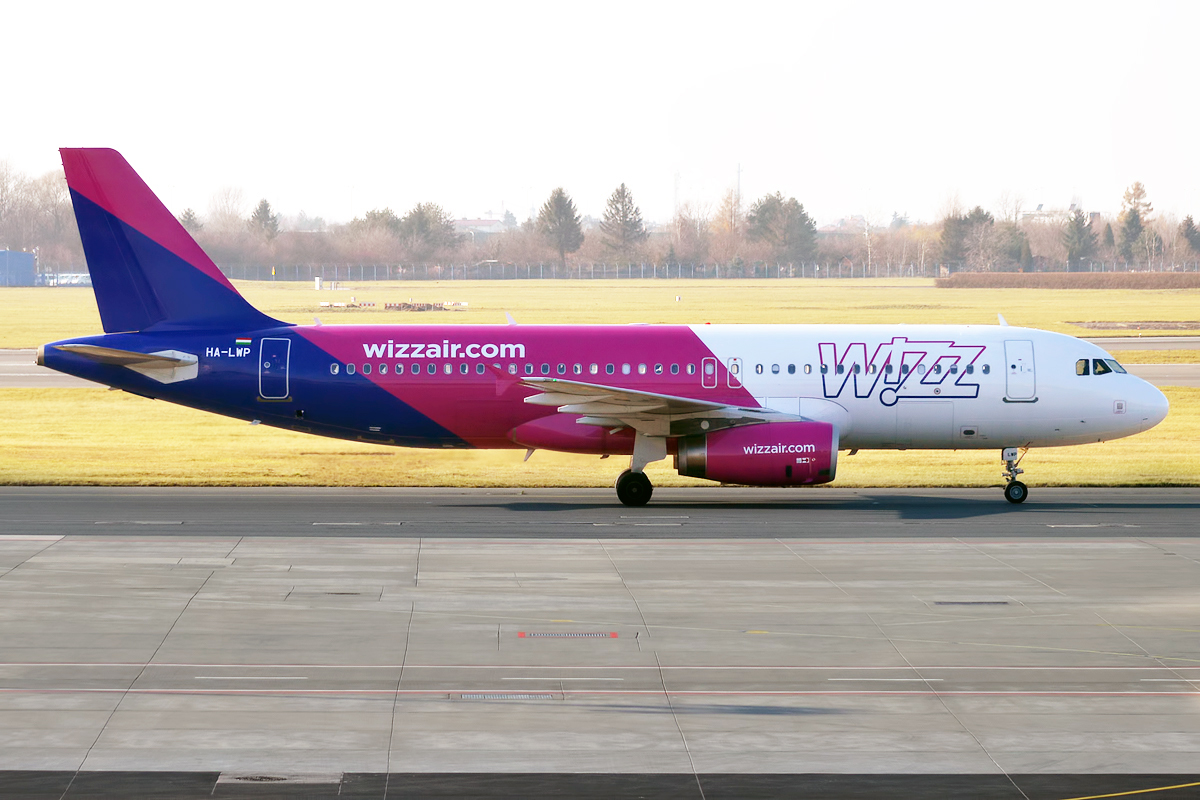
Nejčastější typ letadla ve flotile Wizz Air – Airbus A320-200 s novým zbarvením

Wizz Air v červenci 2023 využíval následující typy letounů, průměrné stáří letky bylo 5,6 let: